# Zygmunt Zimowski
Zygmunt Zimowski (Kupienin, Polonia, 7 de abril de 1949—Dąbrowa Tarnowska, Polonia, 12 de julio de 2016) fue un clérigo católico polaco, que se desempeñó como obispo de la diócesis de Radom entre 2002 y 2009, presidente del Pontificio Consejo para la Pastoral de la Salud entre 2009 y 2016, y arzobispo ad personam desde 2009.

## Biografía

### Primeros años y formación académica
Nació el 7 de abril de 1949 en Kupienin, parroquia de Mędrzechów, diócesis de Tarnów, Polonia. Hijo de Stanisław Zimowski y Maria Nowakowska, recibió el sacramento del bautismo el 8 de mayo de ese año en la iglesia Nuestra Señora Reina de Polonia en Mędrzechów.
Asistió a la escuela primaria primero en Kupienin y luego en Mędrzechów. Continuó su educación en la Escuela secundaria general «Tadeusz Kościuszko» en Dąbrowa Tarnowska, finalizando la misma en 1967. Tras lo cual estudió filosofía y teología en el Seminario mayor de Tarnów, siendo ordenado sacerdote el 27 de mayo de 1973 en la catedral de Tarnów, por el obispo diocesano local, Jerzy Ablewicz.
En 1975 comenzó sus estudios especializados en teología dogmática en la Facultad de Teología de la Universidad Católica de Lublin, de la que se graduó en 1978 con el grado de licenciatura en teología. Entre los años 1978 y 1982 continuó sus estudios en la Universidad de Innsbruck, donde obtuvo el doctorado en teología dogmática sobre el base de la disertación Einfluβ der östlichen Bischöfen auf Theologie «der Lumen gentium» (Influencia de los obispos orientales en la teología «Lumen gentium»).

### Presbiterado
Entre 1973 y 1975 fue vicario en la parroquia de Santa Isabel en Stary Sącz. Desde 1983 trabajó en la Congregación para la Doctrina de la Fe de la Santa Sede. Durante ese tiempo participó en los trabajos de preparación del Catecismo de la Iglesia católica, especialmente la edición en polaco. Fue postulador en la Congregación para las Causas de los Santos, liderando los procesos de beatificación de Karolina Kózka, Roman Sitko y Maria Julitta Ritz. Además colaboró con Radio Vaticano.
Al mismo tiempo, entre 1983 y 1990, sirvió en la parroquia de Nuestra Señora del Buen Consejo en Roma y, desde 1991, fue capellán en la casa matriz de las Benedictinas Reparadoras de la Santa Faz de Nuestro Señor Jesucristo en Bassano Romano. Contribuyó a la creación de una residencia de personas mayores y hospital gerontológico llamado Dom Radosnej Starości im. Jana Pawła II, junto con la capilla de los Santos Apóstoles Pedro y Pablo. En 1988 fue galardonado con el capellán de Su Santidad y en 1999 recibió una prelatura honoraria.

### Episcopado

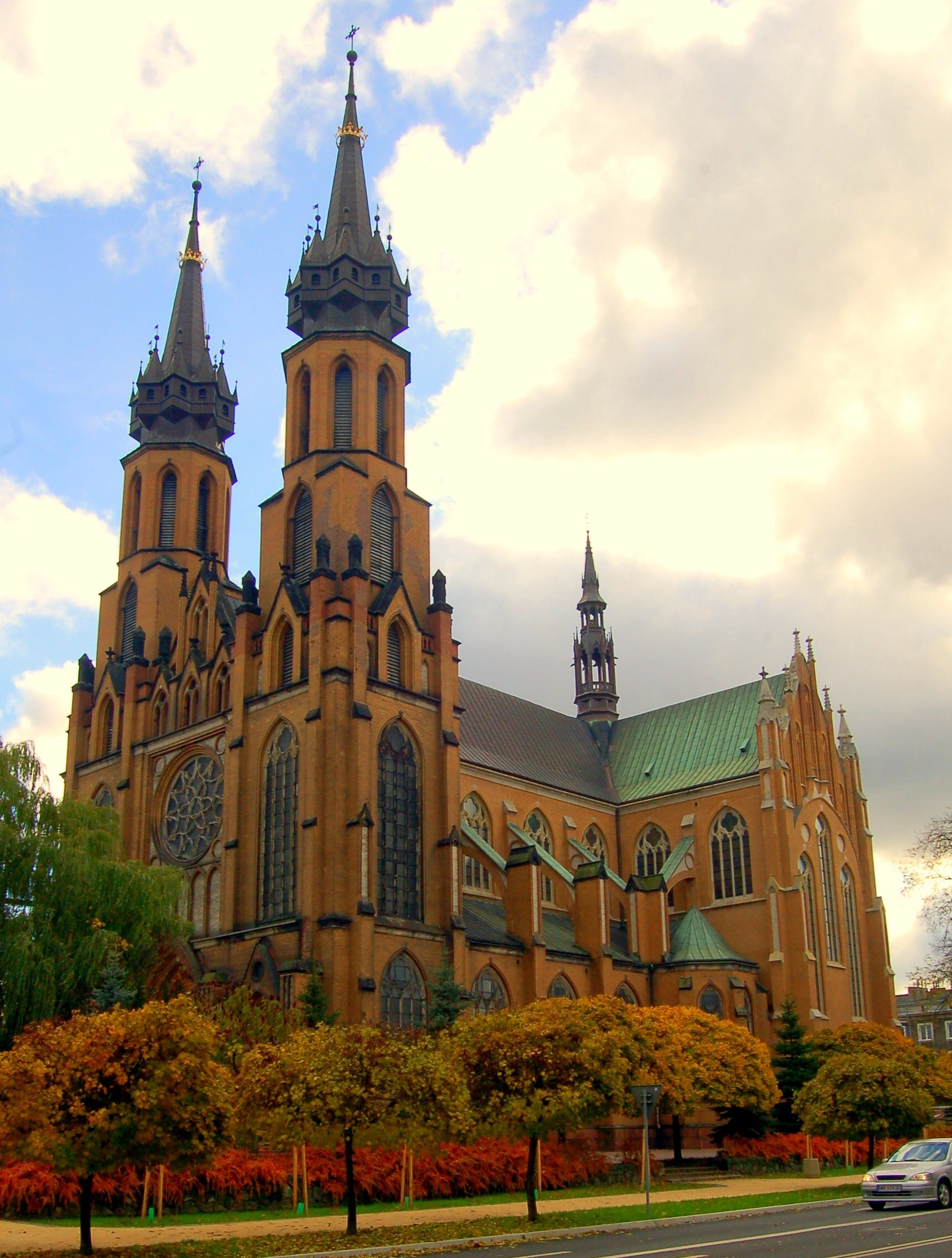
Catedral de la Protección de la Santísima Virgen María, sede episcopal de la diócesis de Radom

El 28 de marzo de 2002, el papa Juan Pablo II lo nombró obispo diocesano de la diócesis de Radom. El 25 de mayo de 2002 fue ordenado y comenzó a ejercer desde la Catedral de Radom. Fue consagrado por el cardenal Joseph Ratzinger, prefecto de la Congregación para la Doctrina de la Fe, asistido por el arzobispo Józef Kowalczyk, nuncio apostólico en Polonia, y Edward Materski, obispo emérito de Radom. Adoptó como lema episcopal las palabras: «Non ministrari sed ministrare» («no vine para ser servido, sino para servir»).
En 2005 dirigió el 1.er congreso eucarístico diocesano y en 2008 inició el 2.do sínodo diocesano. Contribuyó a la obtención del título de basílica menor para la basílica de san Casimiro en 2003, así como la coronación de las imágenes de Nuestra Señora de la Puerta de la Aurora en Skarżysko-Kamienna en 2005 y Nuestra Señora de los Dolores en Kałków-Godów en 2007. Organizó la peregrinación de una imagen de Nuestra Señora de Częstochowa en el área de la diócesis.
En 2003 estableció la fundación Dać Sercom Nadzieję, bajo la cual se estableció un centro de psicoterapia familiar. En 2005 estableció la institución de los ministros extraordinarios de la Sagrada Comunión. Por iniciativa suya, se construyó el Centro Educativo y de Caridad de la Diócesis de Radom en Turna en 2007, que es un lugar de descanso para niños y jóvenes de familias numerosas y pobres. Fundó el Centro de Capellanía Académica Diocesana en 2004 y el Centro de Pensamiento Benedicto XVI en 2008, del Instituto Teológico de Radom. Incluyó la estación de radio diocesana en la red nacional de Radio Plus e incorporó la publicación Tygodnik Ave a Gość Niedzielny.

### Otras acciones

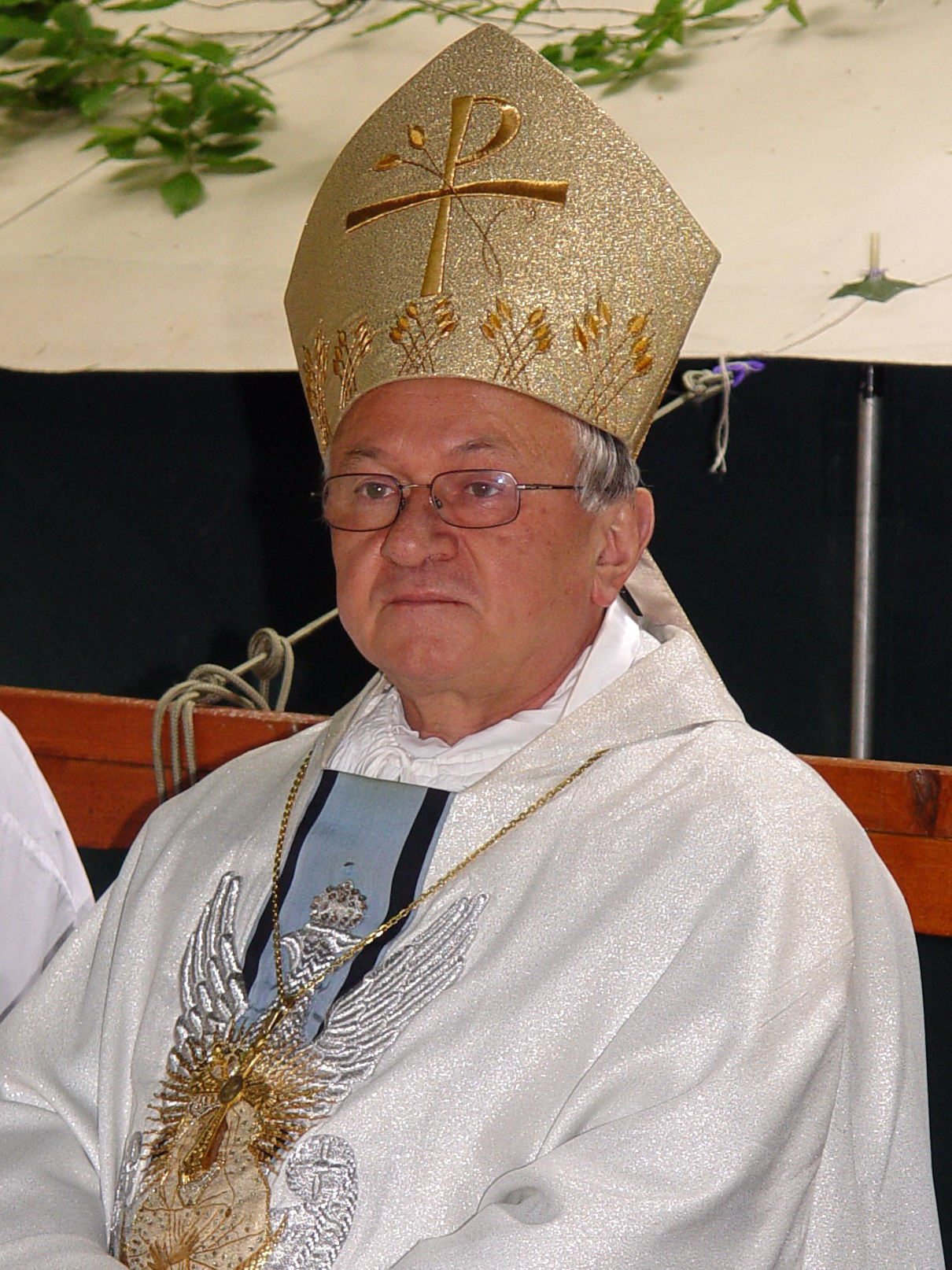
Zygmunt Zimowski en 2008

Como parte del trabajo de la Conferencia Episcopal de Polonia, fue presidente del Comité para la Doctrina de la Fe, entre 2002 y 2009, y delegado de la Pastoral de la Emigración entre 2008 y 2009. En 2007 se incorporó al consejo permanente. También se convirtió en el presidente de la Comisión para la Diáspora Polaca y los Polacos en el Extranjero y formó parte del equipo de contacto con el Consejo Ecuménico Polaco, el equipo de obispos para la pastoral de Radio María y el Consejo para el Ecumenismo. En representación del episcopado polaco, en 2005 participó en la sesión del sínodo de los obispos dedicado a la eucaristía y en el XLVIII Congreso Eucarístico Internacional, que se llevó a cabo en Guadalajara en 2004. Participó en la Jornada Mundial de la Juventud en Toronto en 2002 y en Colonia en 2005, donde impartió la catequesis.

### Últimos años
El 18 de abril de 2009, el papa Benedicto XVI lo nombró presidente del Pontificio Consejo para la Pastoral de la Salud y lo nombró arzobispo, liberándolo simultáneamente del ministerio episcopal en Radom. Asumió el cargo en el Vaticano el 21 de abril de 2009 y, hasta el 30 de junio de 2009, dirigió la diócesis como administrador apostólico. El 4 de mayo de 2011, Benedicto XVI lo nombró miembro de la Congregación para las Causas de los Santos y, el 28 de julio de 2012, de la Congregación para los Obispos.
Fue co-consagrador durante la ordenación del obispo de Zamość y Lubaczów, Wacław Depa en 2006 y del obispo de Umzimkul, Stanisław Dziuba en 2009. Murió el 12 de julio de 2016 en el hospital de Dąbrowa Tarnowska, a raíz de cuadro de cáncer de páncreas. El 19 de julio fue enterrado en la Catedral de Radom.

## Premios y distinciones
Por un decreto del presidente de Polonia, Lech Kaczyński, el 16 de mayo de 2008 se le otorgó la cruz de caballero de la Orden Polonia Restituta. Del mismo modo, Andrzej Duda, le otorgó el 6 de noviembre de 2015 la cruz del comendador y la estrella, de la misma orden. En 2008 recibió un doctorado honoris causa de la Academia Cristiana de Teología de Varsovia. Y en 2009 se le concedió la ciudadanía honoraria de Radom y de la comuna de Odrzywół.
En 2005 fue galardonado con la medalla Jordana otorgada por la Sociedad de Amigos de los Niños, en 2007 con la medalla pro memoria, en 2009 con la medalla pro Masovia y en 2012 fue distinguido con la medalla Benemerenti, otorgada por la Sociedad Teológica Polaca.
En 2007 se incorporó a la Orden Paulina, se convirtió en miembro honorario de Caballeros de Colón y fue admitido en la Orden de los Caballeros de Malta como capellán conventual ad honor. Mientras que en 2014 se incorporó a la Orden del Santo Sepulcro con el grado de comandante con estrella.